# شیرو میا
شیرو میا (انگلیسی: Shiro Miya; ۱۷ ژانویهٔ ۱۹۴۳ – ۱۹ نوامبر ۲۰۱۲) خوانندگی، ترانه‌سرا، آهنگساز اهل ژاپن بود. وی بین سال‌های ۱۹۵۹ تا ۲۰۱۲ میلادی فعالیت می‌کرد.